# Ruamahanga
Le Ruamahanga (anglais : Ruamahanga River) est un cours d'eau et un fleuve qui passe à travers la partie sud-est de l’Île du Nord, en Nouvelle-Zélande dans la région de Wellington, dans les trois districts de Masterton, Carterton et district de South Wairarapa.

## Géographie
Le Ruamahanga passe dans le lac Wairarapa et le lac Onoke.
La source du fleuve est située dans les Monts Tararua au nord-ouest de la ville de  Masterton. De là, il s’écoule d’abord vers le sud puis vers le sud-ouest sur une longueur de 130 km avant de se jeter dans le Détroit de Cook. Les villes de Masterton et de Martinborough sont situées juste sur les berges du fleuve. Il est rejoint par de nombreuses rivières, et en particulier la rivière Tauweru près de la ville de Gladstone.
Dans sa partie inférieure, le fleuve fait des méandres à travers une large plaine d’inondation, culminant dans la région de Zone humide autour des angles du lac Wairarapa. Le fleuve autrefois se jetait dans le lac, mais il a maintenant été détourné. Il se draine maintenant dans la baie de Palliser à 10 km plus au sud.

## Légende populaire
Dans la légende populaire des Maori, un Taniwha (monstre mythique) vivait dans le fleuve et il a été mis en colère depuis que les eaux du fleuve ont été déviées et on pense qu’il est responsable de la mort de nombreuses personnes.

## Aménagements et écologie
La pèche à la truite est une activité réputée et il y avait de nombreuses zones de baignade dans le cours supérieur.
Le fleuve est maintenant devenue très pollué par les égouts et les cultures, ce qui ne permet pas d’y nager tant dans le fleuve lui-même que dans ses affluents,.